# Phaeogenes laricellae
Phaeogenes laricellae är en stekelart som beskrevs av Mason 1961. Phaeogenes laricellae ingår i släktet Phaeogenes och familjen brokparasitsteklar. Inga underarter finns listade i Catalogue of Life.